# Nordhäuser Korn

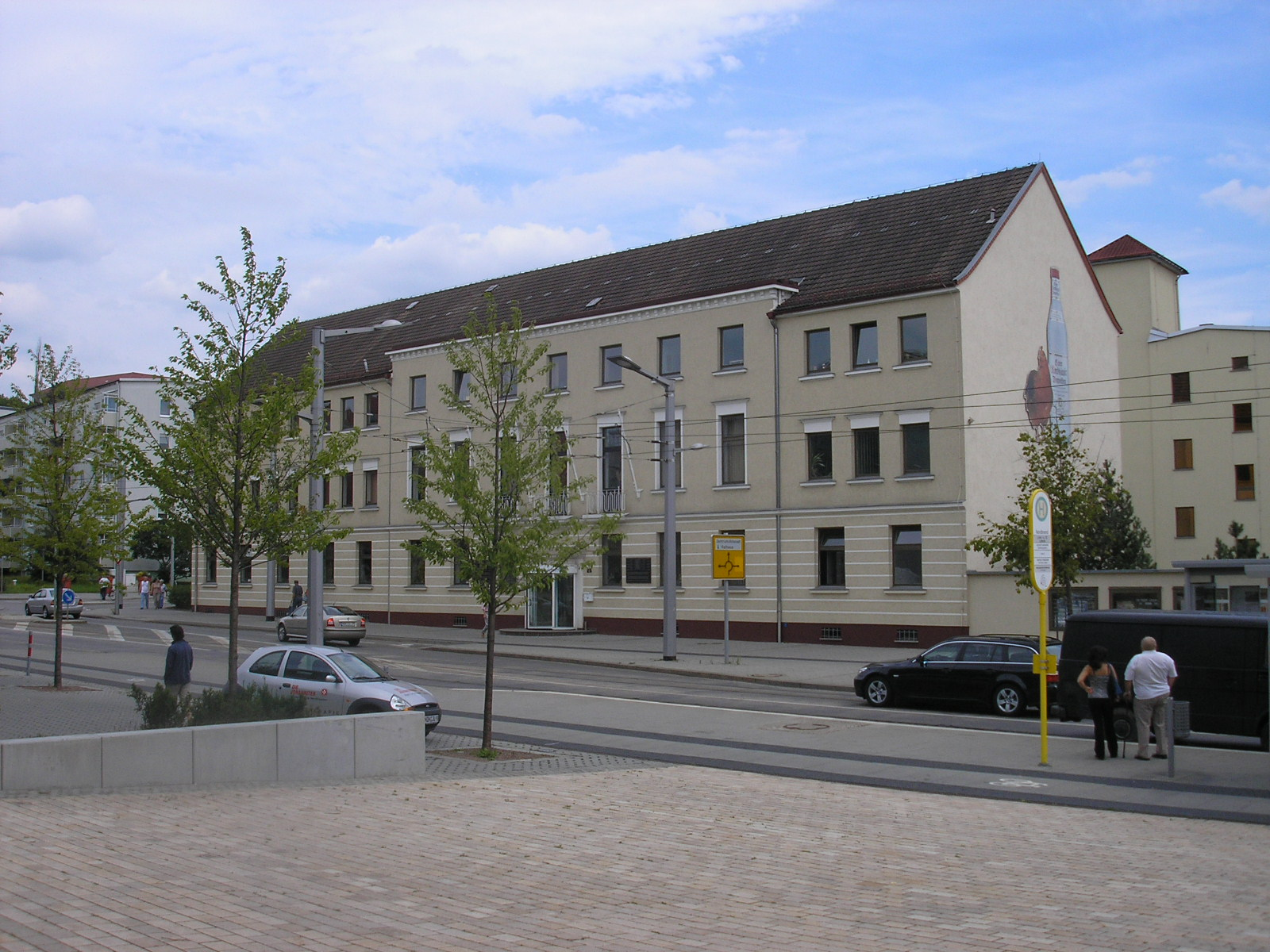
Fabrikgebäude von Nordbrand in Nordhausen

Nordhäuser Korn ist ein in Nordhausen in Thüringen hergestellter reiner Kornbrand. Die Brennerei Nordbrand Nordhausen GmbH gehört zu den Rotkäppchen-Mumm Sektkellereien Freyburg (Unstrut).

## Geschichte

### 16. Jahrhundert
Die erste urkundliche Erwähnung des Nordhäuser Branntweins (nicht des Korns) stammt aus dem Jahre 1507. In einem Beschluss des Stadtrates vom 23. Dezember wird erstmals das Wort bornewyn (Branntwein) erwähnt:
„Der glichen, wie eß mit dem bornewyne hinfur, eynne zinß daruff zu setze, gehalten sul werden.“
Der Satz bezeugt, dass es schon vor dem 23. Dezember 1507 eine Branntweinsteuer gab, also in Nordhausen Branntwein hergestellt wurde.
Die Nordhäuser wollten dann auch Korn zum Brennen benutzen. Dies wurde den Brennherren untersagt. Das erste Kornbrennverbot stammt aus dem Jahr 1545. In einem Ratsdekret der Stadt Nordhausen wird die Verwendung von Korn oder Malz zur Herstellung von Kornbrand verboten. In diesem Ratsdekret wird der Name Korn erstmals erwähnt. Zu jener Zeit hatten die Brauherren noch starken Einfluss in der Stadt. Diese benötigten selbst das Getreide zur Bierherstellung. Das Verbot hatte bis ins 17. Jahrhundert Bestand. Zuwiderhandlung wurde mit der Staupe bestraft. Ende des 16. Jahrhunderts hat sich das Brennereigewerbe in Nordhausen als wirtschaftlicher Faktor fest etabliert.

### 17. Jahrhundert
Der Dreißigjährige Krieg (1618–1648) brachte den wirtschaftlichen Niedergang Nordhausens und damit auch des Brennereigewerbes.
Nach dem Krieg blühte das Brennereigewerbe, befreit von Restriktionen, in Nordhausen wieder auf. War Kornbrand vor dem Krieg das Getränk der Armen gewesen, fand es nun auch Anklang bei den höheren gesellschaftlichen Schichten.
Die Qualität des Nordhäuser Korns war über die Grenzen Deutschlands bekannt. Ende des 17. Jahrhunderts gab es zahlreiche Versuche, Brenner aus Nordhausen abzuwerben.

### 18. Jahrhundert
Die Stadt Nordhausen hatte ein Interesse daran, am Brennereigewerbe mitzuverdienen. Im Jahre 1725 wurde eine Normierung der Branntweinfässer erlassen (1 Fass = 58 Stübchen = 256,6 Liter). Dies erleichterte die Arbeit des Branntweinvisierers, der die Aufgabe hatte, die hergestellte Menge Alkohol zu messen.
Zwischen 1726 und 1729 beschränkte der Rat den Personenkreis, dem das Brennen erlaubt war. Brennrechte waren an das Bürgerrecht und an Vermögenswerte gebunden. Es kam zu einer Professionalisierung des Gewerbes. Unrentable Kleinbetriebe wurden geschlossen, illegales Brennen bestraft.
Im Jahre 1749 verschärfte der Stadtrat die Kontrollbestimmungen. Jeden zweiten Tag wurden die Brennereien kontrolliert und die geprüften Fässer am Spundloch mit dem Ratssiegel versehen. Dadurch garantierte die Stadt Menge und Güte des Kornbrandes.
Der Siebenjährige Krieg (1756–1763) trug zum weiteren Aufschwung der Nordhäuser Kornbrennereien bei. Die Nachfrage stieg, der Preis für ein Fass Korn stieg von 26 auf 61 Taler. Gleichzeitig konnte der Produktionsprozess verbessert werden.
Die Stadt Nordhausen wollte das Wissen über das Kornbrennen in der Stadt halten und die Abwanderung von Brennern verhindern. Sie gab 1775 eine „Verordnung wegen derer Brennknechte“ heraus. Wenn ein ehemaliger Nordhäuser Brennknecht an einem anderen Ort Korn brannte, wurden ihm die Bürgerrechte der Stadt aberkannt. Dieses Vorgehen war ein Versuch, die Einmaligkeit des Nordhäuser Korns zu schützen.
Das erste Reinheitsgebot für den Kornbrand erließ der Magistrat der Stadt Nordhausen im Jahr 1789. Die Verordnung legte fest, dass wenigstens zwei Drittel Roggen oder Korn und höchstens ein Drittel Gerste oder Malz verwendet werden durften.

### 19. Jahrhundert
Von 1806 bis 1815 gehörte Nordhausen zu dem von Napoleon geschaffenen Königreich Westphalen. Dies vergrößerte das Absatzgebiet des Nordhäuser Korns und die Nordhäuser Brennereien konnten gut verdienen.
Die Brennereien belieferten auch die Regierungstruppen mit Nordhäuser Korn. Da die Regierung nicht zahlte, schlossen sich 1810 die Nordhäuser Brennherren zusammen. Die 77-köpfige Interessenvertretung bestimmte drei Mitglieder, die die finanziellen Forderungen gegenüber der Regierung vor Gericht durchsetzen sollten.
Ein 1818 erlassenes Zollgesetz besteuerte Bier, Wein, Tabak aber auch Branntwein stärker als bisher.
Im Jahre 1834 fielen mit der Gründung des Zollvereins alle innerdeutschen Zollgrenzen der 39 Einzelstaaten. Mit Entwicklung der Eisenbahn vergrößerte sich das Absatzgebiet des Nordhäuser Korn noch weiter.
Der größere Markt für Nordhäuser Korn hatte auch seine negativen Seiten. Denn immer mehr minderwertiger Branntwein wurde unter dem Namen Nordhäuser verkauft. Um der Rufschädigung entgegenzuwirken, ließen die Brennherren Nordhausens ihre Fässer mit einem Siegel versehen, auf dem das Stadtwappen und die Umschrift „Branntweinfabrik in Nordhausen“ abgebildet war.
Mit dem Aufkommen der Kartoffelbrennerei kam es 1839 zu einer ersten Absatzkrise. Um gegen den günstigeren Kartoffelfeinsprit bestehen zu können, wurden neue Produktionstechniken eingesetzt, um mehr Alkohol aus dem Korn zu gewinnen.
Viele Brennereien mischten aber auch ihren Kornbrand mit dem günstigeren Kartoffelfeinsprit. Mit der nach 1860 entwickelten Kornwürze konnte der Korngeschmack imitiert werden. Viele Brennereien setzen auch auf die Likörherstellung.
Doch schon in den 1870er Jahren kehrten einige Brennereien wegen des gefallenen Getreidepreises zur traditionellen Herstellung zurück.
Der Nordhäuser Korn hatte trotz der durch den Kartoffelfeinsprit verursachten Krise seinen exzellenten Ruf beibehalten. Prominente Persönlichkeiten wie der Reichskanzler Otto von Bismarck zählten zu den Liebhabern echten Nordhäuser Korns.

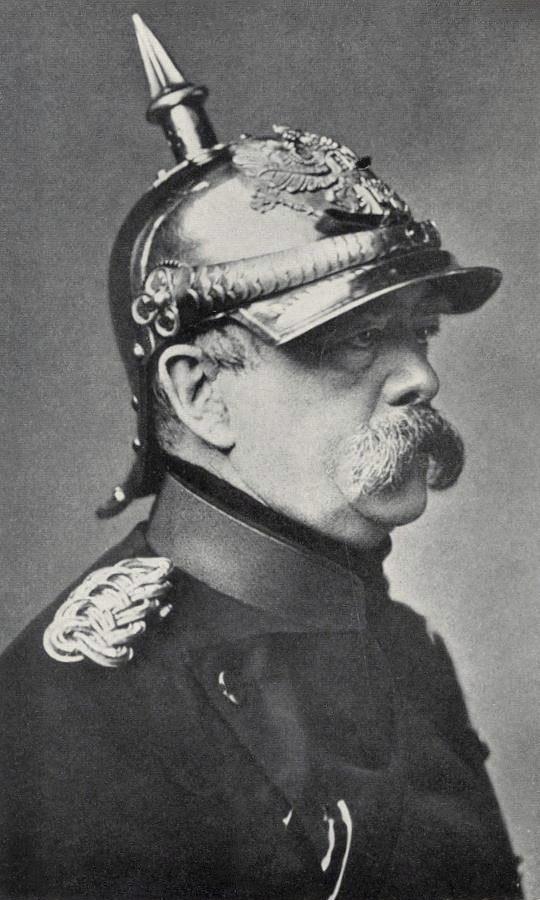
Otto von Bismarck

Im Jahr 1874 erhielt Otto von Bismarck 12 Flaschen angeblichen Nordhäusers zum Geschenk. Sein Kommentar, überliefert durch den Freiherrn Lucius von Ballhausen: 

„Das sei kein richtiger Kornbranntwein, sondern mit Wasser verdünnter Kartoffelspiritus. Früher habe man nur 50 Prozent Alkohol aus dem Korn gezogen, jetzt könne man gemäß den durch die Maischraumsteuer gebotenen Apparaten nicht anders als wie 90 Prozent und mehr Alkohol ziehen, um die höchste Ausbeute zu gewinnen. Das tauge nichts. Er werde in seiner alten Schönhauser Brennerei noch einmal echten Korn nach alten Rezept brennen lassen und fideikommisarisch sichern, dass seine Söhne das Faß durch Auffüllen mit echtem Stoff voll hielten, damit die echte Sorte erhalten bliebe.“

Die Nordhäuser Brenner reagierten schnell und sandten Bismarck zwei Fass vom besten Nordhäuser Korn. In einem Schreiben konnten sie den Reichskanzler überzeugen, dass es den echten Nordhäuser noch gab. Bismarck bedankte sich:

„Für die mir seitens der Herren Brennereibesitzer in Nordhausen zugekommene Gabe von Nordhäuser Branntwein sage ich meinen verbindlichsten Dank und werde der Bestimmung der Herren Geber gemäß, welche meinem eigenen Wunsche entgegenkommt, das altberühmte Produkt Nordhausens fideikommissarisch auf die Enkel vererben, damit der wohlverdiente Ruf dieses heimischen Getränkes auch bei späteren Generationen erhalten und anerkannt bleibe.“

### 20. Jahrhundert
Um die Qualität und den Ruf des Nordhäuser Korns zu sichern, schlossen sich 1904 die meisten Nordhäuser Brenner zur „Vereinigung der Nordhäuser Kornbranntweinfabrikanten e. V.“ zusammen.
1907 feierte die Stadt 400 Jahre Nordhäuser Korn.
1909 wurde ein deutschlandweit gültiges Reinheitsgebot eingeführt.
Zu Beginn des 20. Jahrhunderts kam es zu einem Konsumrückgang, bewirkt durch Abstinenzbewegungen und die erhöhten Steuern auf Branntwein.
Im Ersten Weltkrieg galt ab 1914 ein generelles Ausschankverbot für alkoholische Getränke. Zusätzlich wurde eine Rohstoffsperre verhängt.
1915 wurden sämtliche Roggenvorräte beschlagnahmt und 1916 wurde die Likörherstellung aufgrund von Zuckerknappheit verboten.
Im selben Jahr wurde die „Reichsbranntweinstelle“ geschaffen. Über diese Behörde kontrollierte der Staat jeglichen Branntwein, bevor er in den Handel kam.
Im Jahre 1917 wurden bei den Kornbrennereien alle Apparaturen aus Kupfer, Messing, Rotguss und Bronze beschlagnahmt, um sie als Rohstoff für die Rüstungsindustrie zu verwenden. Das war das kurzzeitige Ende des Kornbrennens.
Anfang der 1920er Jahre produzierten in Nordhausen nur noch drei Brennereien von ehemals 68. Erst 1924 war die Branntweinherstellung aus Korn wieder erlaubt.
Die im Jahre 1916 geschaffene Reichsbranntweinstelle, nun Reichsmonopolverwaltung für Branntwein, legte die Jahresbrennrechte fest. Sie steuerte damit die Produktion, Preis und damit den Gewinn der Brennereien. Außerdem betrieb sie staatliche Spritfabriken.
Viele kleine Betriebe konnten nicht überleben. Die Zahl der Nordhäuser Brennereien sank 1926 auf 37. Infolge der Wirtschaftskrise von 1929 sank die Zahl weiter: 1932 gab es noch 30 Brennereien.
Während der Zeit des Nationalsozialismus stand die Spritproduktion für industrielle Zwecke im Vordergrund. Die Nationalsozialisten wollten bei der Rohstoffbeschaffung autark bleiben. Über die Reichsmonopolverwaltung erzwang das Regime die Produktion technischen Alkohols.
Die Stadt Nordhausen wurde Ende des Zweiten Weltkrieges durch Bombenangriffe zu 74 Prozent zerstört, darunter auch die Brennereien. Lediglich neun blieben intakt.

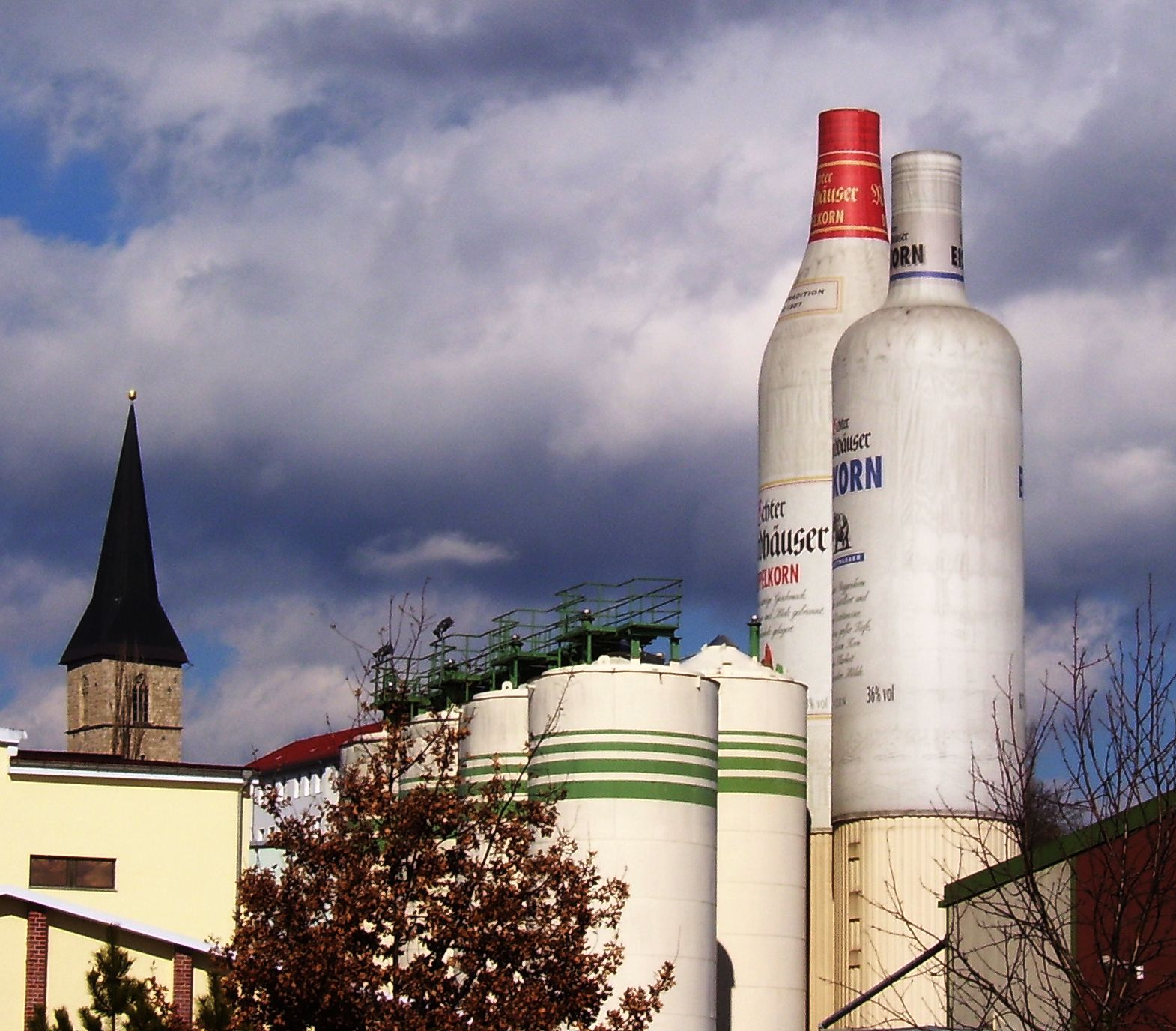
Heute prägen zwei riesige Kornflaschen einen Teil des Stadtbildes von Nordhausen

Am 1. Juni 1948 wurde die VVB Nahrung, Genuß Thüringen, Nordhäuser Branntweinwerk, Korn und Weinbrennerei gegründet. 1950 wurde sie in VEB Nordbrand Nordhausen umbenannt. VEB Nordbrand exportierte seine Produkte, vor allem den Echten Nordhäuser Doppelkorn, in den Westen und nach Osteuropa.
Nach dem Ausstieg aus dem Kombinat Spirituosen, Wein und Sekt im Jahre 1990 kooperierte das neu gegründete Unternehmen Nordbrand Nordhausen GmbH beim Vertrieb mit der Eckes, da die Handelsstruktur mit dem Ende der DDR zusammengebrochen war. 1991 wurde Nordbrand zur 100%igen Tochter von Eckes.

### 21. Jahrhundert
Ende 2006 wurde die Spirituosensparte von Eckes AG ihrerseits von der Rotkäppchen-Mumm Sektkellereien GmbH übernommen.

## Trivia
- Im Sprachgebrauch der DDR stand der Begriff „17-60-er/Siebzehn-Sechzig-er“ für eine 0,7-Liter-Standard-Flasche „Nordhäuser Doppelkorn“; die damals 17,60 Mark kostete.[3]